# Bo Sahlin (tidningsman)

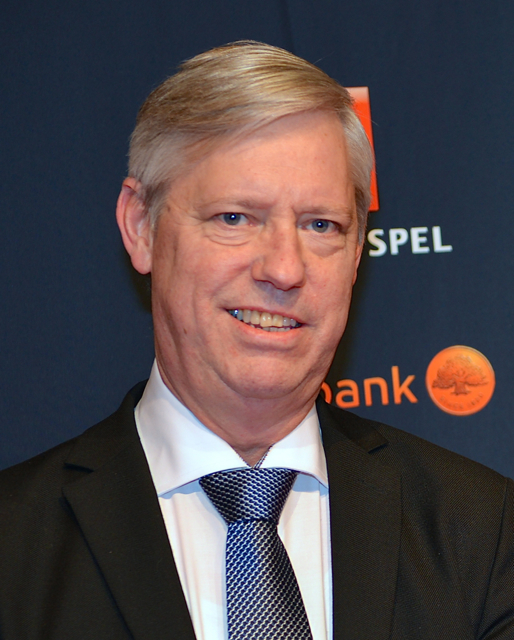
Bo Sahlin på Svenska idrottsgalan 2014.

Bo Rune Sahlin, född 25 april 1952 i Sala, är en svensk socialdemokratisk politiker och verkställande direktör i det socialdemokratiska mediebolaget AiP Media Produktion AB sedan juni 2006. Han är gift med Mona Sahlin.

## Biografi
Sahlin började sin karriär som kock i Västerås och blev sedan anställd vid Stallmästargården i Stockholm samt därefter vid Savoy i Malmö. Samtidigt arbetade han fackligt inom Hotell- och Restaurangfacket. Han arbetade därefter som kock i riksdagens restaurang och anställdes sedan som förste ombudsman i Stockholms läns SSU-distrikt, där han träffade sin blivande fru, Mona Sahlin, då ordförande för SSU i Stockholms län. Senare anställdes han som ombudsman för boinflytande inom bostadsbolaget Familjebostäder i Stockholm. 
År 1987 anställdes Bo Sahlin som försäljningschef på socialdemokratiska partistyrelsens tidskrift Aktuellt i Politiken, "AiP", som han var med om att 1992 utveckla till veckoutgiven nyhetstidning. År 1993 startades den första avläggaren till AiP, Stockholms-Tidningen, och hösten 2006 igångsattes avläggare nummer två, Göteborgsbaserade Ny Tid. 
År 1999 omvandlades den socialdemokratiska partistyrelsens tidningsavdelning till aktiebolag, AiP Media Produktion AB, där Sahlin utnämndes till vice verkställande direktör. 1 juni 2006 efterträdde han T L Ove Andersson som bolagets verkställande direktör, som han sedan var i tio år.